# محمد الصاوي (ممثل)
محمد الصاوي ولد في (12 يونيو 1956 )، وهو ممثل مصري كانت بدايته في عام 1977 وحتى الآن .

## أعماله

### أفلامه
| - ساحر النساء:2023-عم أنصاري - يوم 13:2023-مرعي - القدر:2022 - نبيل الجميل أخصائي تجميل:2022-سكرتير - أسوار عالية:2020-رزق المناويشي - عفريت ترانزيت:2020-جمال - الأب - الموقف:2019 - جونيا:2019 - آسفين يا باشا:2018 - جدو نحنوح:2018-الدكتور مرعي - الفندق:2017-والد احلام - ممنوع الاقتراب أو التصوير:2017-فتوح - المحامي - النبطشي:2014-الحاج محمد شورتها - زمن أبو الدهب:2014 - القشاش:2013-محمد عبد الهادي البنداري - المماليك:2013 - 30 فبراير:2012 - حلم عزيز:2012-محسن العوضي - ساعة ونص:2012-عفيفى اسماعيل - الخروج من القاهرة):2011 - أمن دولت:2011 - هلوو كايروو:2011 - زهايمر:2010-عيد - سفاري:2010-فايق - بوبوس:2009-ضيف شرف - رمضان مبروك أبو العلمين حمودة:2008-فتحي | - طباخ الريس:2008 - على جنب يا أسطى:2008-الراكب الهارب - كباريه:2008-صالح - الأولة في الغرام:2007-محروس العربجى - الشبح:2007-معاطي - عندليب الدقي:2007-ضيف شرف - ليلة سقوط بغداد:2005 - إحنا أصحاب المطار:2001-خليل الميكانيكي - جواز بقرار جمهوري:2001-مجدى مساعد شكرى - ليه خلتني أحبك:2000 - الواد محروس بتاع الوزير:1999-موظف بمكتب وزير - الرجل الثالث:1995-طارق - الجاسوسة حكمت فهمي:1994-ألبير البارمان اليهودى زوج راشيل - الحقيقة اسمها سالم:1994 - خلطبيطة:1994 - زيارة السيد الرئيس:1994-حندوسة حلاق الصحة - ليلة القتل:1994-عجمي - هدى ومعالي الوزير:1994-ابراهيم الحرامي - أجدع ناس:1993-بوسطجي - الحب بين قوسين:1993-مرسي - إنذار بالطاعة:1993-أشرف - الحجر الداير:1992-حلاوة - السرعة لا تزيد عن صفر:1992 - دنيا عبدالجبار:1992-صبي القهوجي - موعد مع الذئاب / الضياع:1992 | - الكلبشات:1991 - اللعب مع الكبار:1991-ضابط أمن الدولة - زوجة محرمة:1991-مرزوق - سمع هس:1991-حارس غندور - مجانين على الطريق:1991-رشاد - اللص:1990 - دليل المرأة الذكية:1990-الساعي - أيام الغضب:1989-مجدي أديداس - حكاية تو:1989-النص - للآباء فقط:1989 - الدرجة الثالثة:1988-بودى جارد - المجنون:1988-زكي - صاحب العمارة:1988-مهندس العمارة - عالم مادي جدًا:1988 - ليلة في شهر 7: 1988 - الكماشة:1987 - يوميات امرأة عصرية:1987 - المطاردة الأخيرة:1986 - الوزير جاي:1986-محسن - وعد ومكتوب:1986 - الزواج والصيف:1985-مصباح - فوزية البرجوازية:1985-زيكو بائع السميط - فتوة الناس الغلابة:1984-إبن السباك - محسبشي حسابه:1984 - وقيدت ضد مجهول:1981 |

### مسلسلاته
| - بين السطور:2024-والد هند (ضيف شرف) - اللعبة 4: دوري الأبطال:2023-مستر زعيتر - حضرة العمدة:2023 - زينهم:2023-نبيل - سره الباتع:2023 - وعود سخية:2023-راضي - أحلام سعيدة:2022-عبد الغني - آخر دور:2022-بيومي - أنا وهي:2022 - تحقيق:2022-سعد دربالة - توبة:2022-محفوظ - راجعين يا هوى:2022-محيى - فاتن أمل حربي:2022-أمل حربي -ضيف الحلقات - نقل عام:2022-صالح - أحسن أب:2021-توفيق - إلا أنا 2:2021-زكريا (حكاية بيت عز ) - الحرير المخملي:2021 - المداح:2021-مصباح - أيام ج1، 2: 2021، 2022 - نجيب زاهي زركش:2021-سامر - اتنين في الصندوق:2020-شانجو - إسود فاتح:2020-والد آية - إلا أنا: 2020 - خيط حرير:2020-سائق عائلة مسك - ضربة معلم:2020 - يا أنا يا جدو:2020-مجنون 4 - أفراح إبليس ج2: 2019-فرغل - الواد سيد الشحات:2019-عم نعيم ( صاحب محل الانتيكات ) - ضيف شرف - أرض النفاق:2018-علي جاز/أبو سامية - أمر واقع:2018-عم صلاح - ربع رومي:2018-أحمد عز - الأب الروحي:2017-عبدالقادر العطار - الزيبق:2017-عم صالح - ضيف شرف - شاش في قطن:2017-عبد الغني العرباوي - ظل الرئيس:2017-عبد العليم - عائلة الحاج نعمان ج1، 2: 2017، 2018-ضيف شرف - عفاريت عدلي علام:2017-حنطيش - كلبش:2017-اللواء والد صلاح الطوخي - ضيف شرف - شطرنج ج3: 2016-بلاطة - يونس ولد فضة:2016-حجاب - ضيف شرف | - أرض النعام:2015 - بعد البداية:2015-رفعت - مولد وصاحبه غايب:2015 - شط V.I.P:2014 - عفاريت محرز:2014-سيت كوم - الرجل العنّاب:2013 - الركين:2013-شوباشي - سلسال الدم ج1، 2: 2013، 2015-فتح الله - فى بيتنا حريقة:2013-سيت كوم - مدرسة الأحلام:2013 - هز الهلال يا سيد:2013 - ابن ليل:2012 - باب الخلق:2012 - حارة خمس نجوم:2012 - شمس الأنصاري:2012 - الشوارع الخلفية:2011-عبدو - في العلالي:2011-سيت كوم - مسيو رمضان مبروك أبو العلمين حمودة:2011 - إختفاء سعيد مهران:2010-عم أيوب وولده نصحي - الحارة:2010 - بابا نور:2010 - زمن طناف:2010-يحي - شريف ونص ج2: 2010 - نعم مازلت آنسة:2010 - الأشرار:2009 - الرجل والطريق:2009 - العمدة هانم:2009 - حدف بحر:2009 - شطحات نسائية:2009-سيت كوم - هانم بنت باشا:2009 - العنكبوت:2008-نأنأه - أيام الرعب والحب:2008 - راجل وست ستات ج3، 7، 8: 2008، 2010، 2011-سيت كوم - راسين في الحلال:2008-سيت كوم - شط إسكندرية:2008 - عدّى النّهار:2008-نويرة - هيمه أيام الضحك والدموع:2008-ضيف شرف , خاطف السياح - أصعب قرار:2007-الجحف - التخطيط الحلزوني:2007 | - حاسبوا منه:2007 - خليها على الله:2007 - سعيد تعيس جدا جدا:2007 - 30 شارع مصطفى حسين:2006 - ضحكات عصرية:2006 - المطعم تشي توتو:2006 - أحلامنا الحلوة:2005 - دوائر الشك:2005 - ريا وسكينة:2005-محمد علي القادوسي/أبو أحمد النص - سوالف دنيا:2005 - بنت أفندينا:2004 - زهرة الياسمين:2004 - قلب النهار:2004 - القلب إذا هوى:2003 - المسحراتي:2003 - الناس في كفر عسكر:2003 - بعد الطوفان:2003 - رجل الأقدار:2003-وردان - نجوم الظهر:2003 - الإمبراطور:2002-فضل الله شحاتة - الرجل المنتظر:2002 - زمن عماد الدين:2002-بسطاوي أبو ضب - فارس العرب:2002-غضنفر - كومي و 3 بنات:2002 - أحلام سنابل:2001-ميشو - إحنا نروح القسم:2001 - آه يا دنيا:2001-حازم - ضبط وإحضار:2001-أبو الحلقان - أبيض وأسود.. تاني:1998-(فوازير) - بيت أبو الفرج:1998 - شقلباظ:1998 - عمو فؤاد رجل أعمال:1998-(فوازير) - ومنين أجيب ناس:1998-حموده - أصل وخمس صور:1997 - إعترافات عنايات:1997 - الدوغري ٩٠: 1997 - القنفد:1997 - المتهم البريء:1997 - تلفزيون في بيتي:1997-ضيف شرف | - زواج بدون إزعاج:1997-عادل - عمو فؤاد .. رئيس تحرير:1997-(فوازير)- حازم - سر اللعبة:1996 - ساكن قصادي ج1، 2: 1995، 1996 - أحلام العنكبوت:1994-برعي - إحنا فين:1994-(فوازير) - السقوط في بئر سبع:1994-فتحي حسنين أبو غريب - سر الأرض:1994 - عيون بريئة:1994 - المتزوجون في التاريخ:1993-(فوازير) - عمو فؤاد مصر أم الدنيا قناة فضائية:1993-(فوازير) - لم يكن أبدا لها:1993 - الوقف:1992 - أيام الغياب:1992 - بيت العيلة:1992-ربيع - مغامرات زكية هانم:1992-ضيف - البريمو:1991-رشدي - البحث عن فرصة:1990 - الوسية:1990-سعداوي - اليقين:1990 - رأفت الهجان ج2:1990-يوشع - صباح الخير يا جاري:1990 - عمو فؤاد ضرب التليفون:1990-(فوازير) - الماضي يأتي غدًا:1989-شاكر - دعوة للحياة:1989-صلاح - جدو عبده راح مكتبته:1988-(فوازير) - أحلام مبروكة:1987 - البشاير:1987-فتحي - الزنكلوني:1987 - جدو عبده زارع أرضه:1987-(فوازير) - صائمون والله أعلم:1987 - الخديعة:1986 - المغماطيس:1986 - المحروسة ٨٥:1985-غريب - نسيج العنكبوت:1982 - المتسلقون - حكاية سلامة - رفع الستار |

### مسرحياته
| - اخطف مراتي ولك تحياتي:2022 - عيلة الفقري:2020-سمعان الفقري - الهرم ده بتاعي:2017 - صبح صبح:2017 - فرصة سعيدة:2017 - أنا وهو وهو:2016 - غيبوبة:2015-مرشد الأخوان - تياترو مصر:2013-ضيف شرف - كحيون ربح المليون:2006 - هلاهوطة وبراكوته:2004 - ازعرينا:1999 - الجميلة والوحشين:1996 | - الثعلب في الملعب:1994 - واختم بالعشرة:1994 - ولا في الاحلام:1993 - المشاغبون في المستشفى:1992-مجنون - الوظيفة لا تزال في جيبي:1992 - سيارة الهانم:1992 - لا مؤاخذه يا منعم:1992 - للسيدات فقط:1992-البلطجي - مطلوب للتجنيد:1991 - إللي إختشوا:1990 - المهر:1989 | - ازمة حمزة:1988 - نص أنا .. نص إنتي:1988 - عايز اتجوزك:1987 - عفوا يا هانم:1986 - راقصة قطاع عام:1985-ماهر - مصيدة المجانين:1985 - زواج مستر سلامه:1983-جو - سيرك يا دنيا:1982-حنس - إحنا إللي خرمنا التعريفة:1980 - ولا العفاريت الزرق:1965 - الساهي (الساهي واللومانجي) | - الفيل في الزنبيل - المرجيحه - المغماطيس - انت المطلوب - حكاية كل صيف - خربشة - خصوصي جدا - زمن العجايب - غريب الدار - ليلة القبض على صابر - ماكانش ع البال |

### سهرة تليفزيونية
| - اللعبة الخطرة:2004 - الوريث المفقود:2003 - السطو بالذاكرة:2002 - شق الثعبان:2002 - بسيوني تحت القبة:2000-شلبي - جلسة على نية:2000 | - صياد:1997-سلامة - كفتة - الخوف:1994 - حكاية مغاوري:1994 - مشكلة خاصة جدا:1987-مدير المزاد - صعود بلا نهاية:1985-عادل سرايا - مشوار كتكوت:1985 | - احتلال - الزائرون غاضبون - الشيخ شيخة - المشخصاتي - حدث في كفر الطناشي:محمدين إبن سكسكه - حلال المشاكل | - حلويات رمضان - عاشق المال - قطعوا التوتة - كده لا كده آه - كيف طارت مني أكسفورد |

| - كنز مأمون المأذون:2020 - شتات الشهبندر:2019 - أبو زعيزع يتحدى خوفو:2017 - أحلام شهرزاد:2015 - خروف رؤوف | - قهوة أشرف:2018-ضيف - مساء الفن:2016-ضيف - صاحبة السعادة:2014-ضيف - حسين في الإستوديو:2013-ضيف - حيلهم بينهم الصلح خير:2012-ضيف - عفاريت حسين الإمام:2008-ضيف - لا تفهمونا غلط:ضيف |

## روابط خارجية
- محمد الصاوي على موقع قاعدة بيانات الأفلام العربية